# Gino Sarrocchi
Gino Sarrocchi (Siena, 28 aprile 1870 – Firenze, 27 maggio 1950) è stato un politico italiano.

## Biografia
Figlio di Tito Sarrocchi, laureato in giurisprudenza, esercitò la professione di avvocato e fu un grande studioso di fisiocrazia e divenne per questo socio dell'Accademia dei fisiocritici. Membro del Partito Liberale Italiano, iniziò la sua carriera politica venendo eletto deputato alle elezioni politiche del 1913; confermò il suo seggio dopo le consultazioni del 1919 e del 1921.
In particolare va ricordato l'episodio dell'assalto fascista alla Casa del Popolo di Siena, spalleggiato dalle forze dell'ordine, il 4 marzo 1921. Guglielmo Boldrini (1872-1932), presente ai fatti, rivolse proprio a Sarrocchi un pamphlet "Gli unni moderni", pubblicato subito dopo i fatti, che è una fedele ricostruzione dell'accaduto, in quanto in Parlamento Sarrocchi stesso aveva mentito sui fatti senesi. Ed aveva mentito per avvicinare il suo partito a Mussolini che per ricompensa lo nominò ministro.
Si candidò alle elezioni politiche del 1924 con il listone Mussolini e successivamente passò al Partito Nazionale Fascista. Il 1º luglio del 1924 venne nominato ministro dei lavori pubblici nel governo Mussolini ma si dimise dall'incarico il 5 gennaio del 1925, due giorni dopo il famoso discorso in cui il Duce si assumeva la responsabilità del delitto Matteotti.
In seguito continuò a sostenere il regime fascista ed il 24 gennaio del 1929 venne nominato senatore del Regno. Dopo il 25 luglio del 1943 e la caduta del gabinetto Mussolini, si trasferì a Firenze dove si ritirò a vita privata. Al termine della Seconda guerra mondiale venne deferito presso l'Alta Corte di Giustizia per le Sanzioni contro il Fascismo, ma non venne condannato.